# Who Do You Trust?
Who Do You Trust? – dziesiąty album studyjny amerykańskiego zespołu Papa Roach. Album został wydany 18 stycznia 2019 roku nakładem wytwórni muzycznej Eleven Seven Music.

## Lista utworów
| Nr  | Tytuł utworu        | Długość |
| --- | ------------------- | ------- |
| 1.  | „The Ending”        | 3:29    |
| 2.  | „Renegade Music”    | 3:29    |
| 3.  | „Not the Only One”  | 3:25    |
| 4.  | „Who Do You Trust?” | 3:16    |
| 5.  | „Elevate”           | 3:11    |
| 6.  | „Come Around”       | 3:30    |
| 7.  | „Feel Like Home”    | 3:10    |
| 8.  | „Problems”          | 3:03    |
| 9.  | „Top of the World”  | 3:53    |
| 10. | „I Suffer Well”     | 1:21    |
| 11. | „Maniac”            | 3:20    |
| 12. | „Better Than Life”  | 3:21    |
|     |                     | 38:28   |

## Twórcy albumu
- Jacoby Shaddix – Wokal
- Jerry Horton – Gitara
- Tobin Esperance - Gitara basowa
- Tony Palermo - Perkusja
- Nicholas Furlong - Produkcja
- Jason Evigan - Produkcja
- Colin Brittain - Produkcja

## Listy sprzedaży
| Lista                     | Kraj              | Pozycja |
| ------------------------- | ----------------- | ------- |
| ARIA                      | Australia         | 42      |
| Billboard Canadian Albums | Kanada            | 70      |
| Swiss Hitparade           | Szwajcaria        | 3       |
| Ö3 Austria Top 40         | Austria           | 8       |
| Ultratop                  | Belgia            | 131     |
| SNEP                      | Francja           | 131     |
| GfK Entertainment charts  | Niemcy            | 4       |
| Official Charts Company   | Wielka Brytania   | 20      |
| Billboard 200             | Stany Zjednoczone | 73      |